# Organisation nord-américaine pour la protection des plantes
L’Organisation nord-américaine pour la protection des plantes (NAPPO), en anglais North American Plant Protection Organization, en espagnol Organizacion norteamericana de proteccion a las plantas,  est une organisation intergouvernementale responsable de la coopération concernant la santé des plantes en Amérique du Nord.
Fondée le 3 avril 1952, la NAPPO comprend trois pays membres : le Canada, les États-Unis et le Mexique.
Sa mission est de fournir un cadre de collaboration à tous les intervenants des secteurs public et privé des trois pays membres pour établir des normes scientifiques destinées à protéger l'agriculture, la forêt et les autres ressources végétales contre les déprédateurs des végétaux réglementés, tout en facilitant le commerce.
La NAPPO participe également aux discussions globales sur la santé des plantes au niveau international dans le cadre de la Convention internationale pour la protection des végétaux